# Nkenglikok
Nkenglikok est un village de la région du Centre du Cameroun. Il est localisé dans l'arrondissement (commune) de Matomb et le département du Nyong-et-Kéllé.

## Population et société
Nkenglikok comptait 332 habitants lors du dernier recensement de 2005. La population est constituée pour l’essentiel de Bassa.

## Personnalités liées à Nkenglikok
- Rigobert Song Bahanag né le 1er juillet 1976 à Nkenglikok
- Alexandre Dimitri Song Bilong né le 9 septembre 1987